# PSK31
PSK, Phase Shift Keying, (fasmodulering eller fasskiftsmodulering) är ett sätt att modulera en radiosignal. Vid modulering ändras fasläget på bärvågen beroende på informationen.
PSK31 är ett mycket populärt transmissionssätt på kortvågsbanden bland världens radioamatörer. Beteckningen syftar på att teckenhastigheten är 31,25 baud, lagom för direkt kommunikation mellan två stationer. Transmissionssättet kännetecknas av ypperligt signal/brus-förhållande jämfört med telefoni. Interkontinentala förbindelser upprättas med lätthet med hjälp av enkla antenner och några få watt i uteffekt.